# Tim Thomas (koszykarz)
Timothy Mark „Tim” Thomas (ur. 26 lutego 1977 w Paterson) – amerykański koszykarz, grający na pozycji niskiego skrzydłowego.
W 1996 wystąpił w meczu gwiazd amerykańskich szkół średnich – McDonald’s All-American. Został też zaliczony do I składu Parade All-American (1995, 1996) i USA Today All-USA (1996) oraz II  składu Parade All-American (1994).
Przez 13 lat gry w lidze NBA występował w 7 różnych drużynach. Thomas został wybrany z numerem 7 w drafcie w 1997 roku przez zespół New Jersey Nets. W dniu draftu został oddany do zespołu Philadelphia 76ers. W pierwszym sezonie gry zdobywał średnio 11.0 punktów na mecz co pozwoliło mu znaleźć się w drugiej drużynie najlepszych debiutantów. Po dwóch sezonach spędzonych w Filadelfii został oddany do Milwaukee Bucks, gdzie grał do roku 2004, w międzyczasie podpisując kontrakt wart 66 milionów USD za 6 lat gry. W sezonie 2000/2001 zajął drugie miejsce w głosowaniu na najlepszego „szóstego” zawodnika ligi NBA.
Po zakończeniu przygody z Milwaukee, Thomas przez resztę kariery nie zagrzał długo miejsca w jednym klubie. W latach 2004–2010 występował kolejno w New York Knicks, Phoenix Suns, Chicago Bulls, Los Angeles Clippers, ponownie New York Knicks, ponownie Chicago Bulls oraz Dallas Mavericks.

## Osiągnięcia
Na podstawie, o ile nie zaznaczono inaczej.
NCAA
- Uczestnik turnieju NCAA (1997)
- Mistrz sezonu regularnego konferencji Big East (1997)
- Najlepszy pierwszoroczny zawodnik konferencji Big East (1997)[3]
- Zaliczony do:
  - I składu:
    - najlepszych pierwszorocznych zawodników Big East (1997)
    - turnieju Big East (1997)

  - III składu Big East (1997)

NBA
- Zaliczony do II składu debiutantów NBA (1998)[4]
- Uczestnik Rookie Challenge (1998)
- Lider play-off w liczbie celnych rzutów za 3 punkty (2006)[5]